# نحو عربي

أبواب النحو العربي موزّعةً على قسمين، أولهما: الإعراب بنوعيه الأصلي والفرعي ومواضع كلّ منهما، والمُعْربات من الأسماء موزّعةً على المرفوعات والمنصوبات والمجرورات، وعلاماته الأصلية والفرعية التي تنوب عنها. وثانيهما: البناء موزّعًا على البناء اللازم في المبنيات من الأسماء والأفعال وحروف المعاني، والبناء العارض في بعض الأسماء والمضارع في حالتين، وعلاماته.

النَّحْوُ العَرَبِيُّ هو علم من علوم اللغة العربية يختصُّ بدراسة أحوال أواخر الكلمات، من حيث الإعراب، والبناء، مثل أحكام إعراب الكلمات، وعلامات إعرابها، والمواضع التي تأخذ فيها هذا الحكم. وفي اللغة يطلق النحو على القصد، أو الجهة. وفي الأصل، عُنيَ النحو بدراسة الإعراب، وهو ما يعني أواخر الكلام؛ حيث أدَّى اتساع رقعة الدولة الإسلامية إلى اختلاط الكلام العربي بالكلام الأعجمي، ودخول اللحن في اللغة العربية. أول ظهور لعلم النحو كان في عصر الإمام علي بن أبي طالب؛ حيث أنَّه أشار إلى أبي الأسود الدؤلي لوضع قواعد علم النحو؛ لتأصيل وضبط قواعد اللغة، ومواجهة اللحن اللغوي، وخاصة في ما يتعلَّق بالقرآن، وبذلك كان أبو الأسود الدؤلي هو واضع علم النحو، ثمَّ أخذ العلماء من بعده يزيدون عليه شيئًا فشيئًا مثل الفراهيدي الذي وضع علم العروض، ووضع أسس الميزان الصرفي لمعرفة أصل الكلمات، وكشف الكلمات الشاذَّة، والدخيلة على اللغة العربية. وتبعه سيبويه. الذي أَلَّف أول كتاب جمع فيه قواعد النحو العربي، وأسماه "الكتاب"، وما زال «الكتاب» مرجعًا رئيسيًّا للنحو العربي حتى الآن.
تُطَبَّق قواعد النحو على الكلام، وهو كل لفظ مفيد يحسن السكوت عليه، ويتكون من كلمتين على الأقل (اسمين «العلم نور»، أو فعل واسم «جاء الرسول»)، أمَّا أيُّ لفظ لا يحقق معنى أو فائدة؛ فلا يمكن تطبيق قواعد النحو عليه، ومن الألفاظ التي لا يمكن تطبيق النحو عليها اللفظ المفرد مثل: «ماء»، والمركب الإضافي مثل: «كرة القدم»، والمركب المزجي مثل: «بعلبك»، والمركب الإسنادي مثل: «جاد الله». وتدخل جملة الشرط بدون جوابها ضمن هذه الألفاظ مثل: «إن فاز الفريق».

## التسميةُ
وردَ في القاموس المحيط في معنى كلمةِ «نحو»:
ومن ذلك فقد سُمي علمُ النحوِ بهذا الاسمِ لأن المتكلمَ ينحو به منهاجَ كلامِ العربِ إفراداً وتركيباً.
وفي روايةٍ أخرى عن سببِ تسميتِه بالنحوِ: ما رُوِيَ أن عليَّ بنَ أبي طالبٍ لما أشارَ على أبي الأسودِ ظالمِ بنِ عمرِو بنِ سفيانَ الدؤليِّ، أن يضعَ علمَ النحوِ، قالَ له بعدَ أن علَّمَه الاسمَ والفعلَ والحرفَ:
الاسمُ: ما أنبأَ عن مسمًّى، والفعلُ: ما أنبأَ عن حركةِ المسمى، والحرفُ: ما أنبأَ عن معنى في غيرِه، والرفعُ: للفاعلِ وما اشتبهَ به، والنصبُ: للمفعولِ وما حُملَ عليه، والجرُّ: للمضافِ وما يناسبُه، اُنحُ هذا النحوَ يا أبا الأسودِ (أيْ اُسلكْ هذه الطريقةَ)؛ فسُمِّيَ بذلك، والنحو مصدر دالّ على اسم مفعول، فالنحو هو المَنْحو، أي المقصود، واختصّ النحو بهذا الاسم وإن كان كل علم منحوّاً.
الخاطئُ في اللسانِ العربيِّ، وإعرابُ العربيةِ هو ما يؤدي لتشكيلِ نهايةِ الكلمات ِفي سياقِ الحديثِ على الوجهِ الصحيحِ سواءٌ كانَ هذا التشكيلُ يختصُ بتغييرِ حركةِ الحرفِ الأخيرِ أو تغييرِ الحروفِ الأخيرةِ في حالاتٍ أخرى، وتُصنَّف حالاتُ الإعرابِ في هذهِ الحالةِ بالرفعِ، وعلامتُه الضمةُ أو الواوُ أو الألفُ أو ثبوتُ النونِ، والنصبِ، وعلامتُه الفتحةُ أو الياءُ أو الكسرةُ أو الألفُ أو حذفُ النونِ، والجر، وعلامتُه الكسرةُ أو الياءُ أو الفتحةُ، والجزم، وعلامتُه السكونُ أو حذفُ النونِ أو حذفُ حرفِ العلةِ. كما يوجد التنوينُ وهو مضاعفةُ الحركةِ الإعرابيةِ في أواخرِ بعضِ الكلماتِ وغالباً ما يدلُّ التنوينُ على تنكيرِ الاسمِ. ويُعتَبَرُ الإعرابُ من المميزاتِ والخصائصِ للغةِ العربيةِ، فعن طريقِ الإعرابِ تستطيعُ معرفةَ الفاعلِ أو المفعولِ به في الجملةِ حتى لو قُدِّمَ المفعولُ به على الفاعلِ، مع أنه تقريباً في جميعِ لغات العالم يكون الترتيبُ: فاعلٌ ثمَّ مفعولٌ به، مثالٌ:
- زارَ محمدٌ خالداً. (الفاعلُ: محمدٌ، المفعولُ به: خالداً)
  - (و الجملةُ هنا واضحةٌ وتُنطَقُ في أغلبِ لغاتِ العالمِ بهذا الترتيبِ)
- زارَ خالداً محمدٌ. أيضاً (الفاعلُ: محمدٌ، المفعولُ به: خالداً)
  - (عرفنا عن طريقِ الضمِّ -أن الفاعلَ دائماً مرفوعٌ- وإعرابُها هنا فاعلٌ مؤخرٌ مرفوعٌ وعلامةُ رفعِهِ الضمةُ الظاهرةُ على آخرِه)

إذاً فالإعرابُ أحدُ أهمِّ الأسبابِ لتفوقِ الأدبِ العربيِّ (سواءٌ كان في الشعرِ أو النثرِ أو القصصِ.إلخ) على لغاتِ العالمِ، فعندما تعطي شخصينِ أحدَهما صلصالا ًوالآخرَ حجراً وتسألُهما أن يشكلا مجسماً جمالياً، فبالتأكيد سيكونُ إبداعُ صاحبِ الصلصالِ أكبرَ من صاحبِ الحجرِ (لقد شُبِّهَ بالصلصالِ والحجرِ بناءً على مثالِ تقديمِ وتأخيرِ الفاعلِ).
أدلة النحو
لقد كان لخوف المسلمين على القرآن الكريم أن يصيبه تحريف، أو يداخله ما يفسد نصوصه من تصحيف أو لحن، بعدما اتسعت رقعة الدولة الإسلامية، ودخل كثير من أفراد الأمم المفتوحة في دين الإسلام، وتفشي اللحن بين الناس عربا وعجما، إضافة إلى حاجة الشعوب الداخلة في الإسلام وفي الحكم العربي إلى تعلم لغة الدولة؛ كان لكل ذلك دور عظيم في نشأة علم النحو؛ حيث انبرى علماء البصرة والكوفة يجمعون ألفاظ اللغة وأشعارها حتى لا تفنى العربية في لغات الشعوب المستعربة، وحتى تسلم لها مقوماتها الأصلية، وحتى تُنفَى عنها وتُطرَح شوائب اللهجات القبلية، وقد اتفقوا على أن يأخذوا اللغة من القبائل الموثوق بعربيتها؛ فأخذوا من قريش وقيس وتميم وأسد وهذيل وبعض كنانة وبعض الطائيين، ولم يأخذوا عن حضري، ولا عن المجاورين للأمم غير العربية؛ فأدلة النحو إذن هي مجموعة النصوص المسموعة ممن يوثق في عربيته، المقيس عليها، والمبني عليها الإجماع واستصحاب الحال؛ فهي على ذلك أربعة أدلة: السماع (النقل) والقياس والإجماع واستصحاب الحال.
أما السماع (النقل)، تمثيلا، فنحو قوله تعالى: ﴿اللَّهُ ‌نُورُ السَّمَاوَاتِ وَالْأَرْضِ﴾ [النور:35] دليلا على رفع كل من المبتدأ (اللهُ) والخبر (نورُ). وأما القياس فهو ضبط غير المسموع على المسموع لوجود شبه بينهما؛ فتضبط قولك: محمدٌ سيدُ قومِه على قوله تعالى: ﴿مُحَمَّدٌ ‌رَسُولُ اللَّهِ﴾ [الفتح:29] لوجود شبه بينهما. وأما الإجماع فهو اتفاق العلماء على مسألة ما بعد استقراء الأدلة، وفائدة الإجماع أنه يمكن للقياس ويمنع التفرق، ولذلك أنكروا على أبي العباس أن لم يُجِزْ تقديم خبر ليس عليها؛ قالوا: (هذا أجازه سيبويه وكافة أصحابنا والكوفيون أيضا؛ فإذا كان ذلك مذهبا للبلدين وجب أن تنفر عن خلافه). وأما استصحاب الحال فهو مراعاة الأصل في الأشياء؛ نحو مراعاة أن الأصل في الأسماء الإعراب ولا يقال غير ذلك إلا بدليل، ومراعاة أن الأصل في الأفعال هو البناء ولا يقال غير ذلك إلا بدليل.
المحاور النحوية
المحاور النحوية هي مجموعة من الركائز والمبادئ المنطقية التي اعتمد عليها النحاة للتقعيدة لتقرير وتعليل الأحكام والظواهر النحوية، وقد كان عمل النحاة يمر بالمراحل التالية:
المرحلة الأولى: السماع
المرحلة الثانية: عرض المسموع على المحاور النحوية
المرحلة الثالثة: وضع القواعد وتقرير الأحكام وتعليل الظواهر اللغوية والنحوية
الرابعة: القياس أو مراعاة الإجماع أو استصحاب الحال على ما تقرر بالسماع وبالمحاور النحوية
أقسام المحاور النحوية
إن المحاور النحوية تنقسم إلى قسمين أساسيين؛ هما:
الأول: الاطراد، وهو الشيوع والانتشار، ويعد هذا المحور الأساسَ الأول للتقعيد والتعليل
الثاني: إنزال المؤثرات النحوية منزلة المؤثرات الحقيقية، ومن هذا المحور محاور فرعية كثيرة تزيد على عشرين محورا
محور الاطراد
هذا المحور له وظيفتان؛ إحداهما أساسية والأخرى فرعية. أما الأساسية فهي تقرير الأحكام بالنظر إلى الأكثر شيوعا وانتشارا في كلام العرب، وأما الفرعية فهي تعليل الأحكام النحوية، والمثال التالي سوف يبين ويظهر هاتين الوظيفتين؛ فالنحاة، بالاعتماد على هذا المحور، لم يجوزوا رفع المضارع بعد «أنْ» المصدرية الناصبة وأخواتها، على الرغم من مجيء الفعل مرفوعا بعدها في قول الشاعر:
؛
قالوا: إن هذا دليل واحد قد يضاف إلى أدلة أخرى قليلة مقابل أدلة أخرى كثيرة تثبت أن إعمال النصب في المضارع بأنْ وأخواتها هو الأكثر شيوعا وانتشارا، فقرروا بهذا المحور حكما وعللوا.
محور إنزال المؤثرات النحوية منزلة المؤثرات الحقيقية
إن النحاة أنزلوا الجملة في الكلام منزلة البناء في الحقيقية؛ فكما أن البناء في الحقيقة يتأثر بعوامل تؤثر في شكل عناصره، كذلك الجملة في الكلام؛ تتأثر بعوامل تؤثر في شكل عناصرها؛ قال أبو البقاء العكبري في كتابه اللباب: (والبناء في الأصل وضع الشيء على الشيء على وصف يثبت؛ كبناء الحائط، ومنه سمي كل مرتفع ثابت بناء؛ كالسماء، وبهذا المعنى استعمله النحويون).
ولهذا المحور وظيفتان؛ إحداهما أساسية والأخرى فرعية. أما الأساسية فهي تعليل الأحكام النحوية المقررة بالمحور الأول، وأما الفرعية فهي تقرير الأحكام حال عدم التقرير بالمحور الأول؛ فبعدما تقرر بالمحور الأول أن ألقاب الإعراب أربعة، عللوا ذلك بالمحور الثاني؛ فقالوا: (إن الأعراض إما حركة وإما سكون، والحركات ثلاث: الضم والفتح والكسر، والسكون هو العارض الرابع غير المتحرك، وقرروا بهذا المحور أن حركة الإعراب تكون على آخر الكلمة، وليس أولها ولا وسطها، ثم عللوا ذلك بقولهم إن الإعراب جيء به لمعنى طارئ على الكلمة بعد تمام معناها، وهو الفاعلية والمفعولية، فكان موضعَ الدالِّ عليه بعد استيفاء الصيغة الدالة على المعنى اللازم لها.

### علل النحو
قال أبو بكر بن السراج في كتابه الأصول في النحو "واعتلالات النحويين على ضربين (نوعين)، ضربٌ منها المؤدّي إلى كلام العرب، [كقولنا: كلُّ فاعلٍ مرفوعٌ]"، وضربٌ آخر يُسمى: علّة العلة، مثل أن يقولوا لمَ صارَ الفاعلُ مرفوعاً؟ والمفعول به منصوباً، [والمضاف إليه مجروراً]؟، ولم إذا تحرَّكت الياء والواو وكان ما قبلهما مفتوحًا قُلبتا ألفًا؟ وهذا (علة العلة) ليس يُكسبنا أن نتكلم كما تكلمت العرب؛ وإنما تستخرج منه حكمتها في الأصول التي وضعتها.

## أقسام الكلمة
الكلمة هي اللفظ الموضوع لمعنى مفرد، وهي اللبنة الرئيسة في اللغة العربية؛ فكل الكلام (كلمتين أو أكثر)، أو الكلم (ثلاث كلمات أو أكثر) يحتوي بدوره على كلمات. تقسم الكلمة في اللغة العربية إلى ثلاثة أقسام هي:
- الاسم: هو ما يدل على معنى غير مقترن بزمن. مثل: كرة، أحمد، فأس.
- الفعل: هو ما يدل على معنى مقترن بحدث يحدثه الفاعل. مثل: كَتَبَ، يكتُب، اكتُب.
- الحرف: هو ما لا يدل على معنى في نفسه، مثل: من، إلى، في...

يمكن في العربية تمييز الاسم عن الفعل والحرف بخمسة علامات، وهي:
1. الجر؛ ويعني تغييرًا يحدث في آخر الاسم يقتضي كَسْرَهُ بإحدى علامات الكسر، مثال: كلمة الحقل، عند سبقها بأحد حروف الجر، مثل: (في) تصبح في الحقلِ.
2. التنوين؛ وهي نون زائدة ساكنة تظهر في آخر الكلمة لفظًا لا كتابة. مثال: كلمة درس، تُصبح درسًا أو درسٌ، أو درسٍ.
3. النداء؛ وهو وقوع الاسم بعد حرف نداء، مثل: يا، أيا، هيا، مثال: كلمة محمد، عند سبقها بحرف النداء يا، تصبح: يا محمد.
4. قبول أل التعريف؛ وهي تستخدم لتعريف الاسم، بدلًا من تنكيره. مثال: كلمة كوب، تُصبح الكوب.
5. الإسناد إلى الاسم؛ وهو أن يُسند إلى الاسم حكم تحصل به فائدة تامة في المعنى، وهو أقوى علامة من علامات الأسماء، مثال: كلمة ثوب، تُصبح: الثوب ناصع بياضُه. أو كلمة محمد تصبح: قام محمد.

## التُّراثُ النَّحْويُّ بينَ الجُمودِ والتَّجديدِ
يُعتَبرُ التراثُ النَّحْويُّ الذي خلَّفَه علماءُ اللُّغةِ العربيةِ القدماءُ في غايةِ النفاسةِ والتميُّزِ. وقد أفادَ منه العلماءُ وطلابُ اللُّغةِ العربيةِ على مَرِّ العصورِ والأزمانِ. فقاموا بشرحِ بعضِه وتهذيبِ بعضِه الآخرِ، وجعلوه مادةً للتدريسِ في حلقاتِهِمُ الممتدةِ من بغداد شرقاً حتى غرناطة وقرطبة غرباً. غيرَ أنَّ التراثَ النَّحْويَّ اعتراه ما اعترى غيرَه من العلومِ والمعارفِ؛ وعَلِقَتْ به شوائبُ المنطقِ والفلسفةِ، ما دعا كثيراً من الناسِ إلى الابتعادِ عن كتبِ التراثِ النَّحْويِّ والزهدِ فيها. وضعفِ الميلِ إليها وافتقرَ الناسُ إلى الرغبةِ فيها. كلُّ ذلكَ كانَ مدعاةً لظهورِ أصواتٍ متعددةٍ تُنادي بإصلاحِ (النحوِ العربيِّ) وتنقيتِه من الشوائبِ التي اعترَتْه على مرِّ العصورِ والأزمانِ، والمساهمةِ في تقريبِه وتبسيطِه للطلابِ بمُختلِفِ مستوياتِهِمُ العلميةِ وقدراتِهِمُ العقليةِ.
فظهرَ قديماً وحديثاً من بسَّطَ اللغةَ المستخدمةَ في النحوِ العربيِّ، ومن قامَ باختصارِ قواعدِه وبلورتِها، ومن ألفَ في طرقِ تدريسِ هذا النحوِ ومناهِجه. ويُعتبَرُ كتابُ ابن مضاء القرطبي (ت 592ه): الرد على النحاة؛ من أظهرِ وأميزِ المحاولاتِ القديمةِ التي دعَتْ إلى التيسيرِ والإصلاحِ في الأصولِ والنظرياتِ العامةِ والتي قامَ عليها النحْوُ العربيُّ قديماً. وقد قامَ الدكتورُ شوقي ضيف (ت 2005) بنشرِ كتابِ ابنِ مضاءٍ القرطبيِّ؛ وكان سبباً في إحداثِ ضجةٍ فكريةٍ وثقافيةٍ كبيرةٍ في الهيئاتِ والأوساطِ العلميةِ. وفي عصرِنا الحاضرِ تتابعتِ الدعواتُ المطالبةُ بتيسيرِ النحوِ العربيِّ وتبسيطِه للمتعلمينَ. وكان الدكتورُ شوقي ضيف (ت 2005) في طليعةِ العلماء الذين تركوا بصمةً واضحةً في هذا الميدانِ. ولم يتوقفِ الأمرُ عندَ شوقي ضيف؛ فقد أصدرَ الأستاذُ إبراهيم مصطفى كتاباً بعنوانِ (إحياءُ النحوِ)؛ طالبَ فيه بإعادةِ النظرِ في أصولِ النحوِ العربيِّ ومبادئِه.
ومن أهمِّ الكتبِ التي جاءَتْ في علمِ النحوِ هو كتابُ شرح ابن عقيل على ألفية ابن مالك العسقلانيِّ وهي عبارةٌ عن أبياتٍ شعريةٍ من ألفٍ وثلاثةٍ أبياتٍ نَظَمَها ابن مالك وشرحَها ابن عقيل تشرحُ قواعدَ النحوِ، تسهيلاً لطلابِ العلمِ النحْوِيِّ.

## متنزهاتُ موضوعِ علمِ النحوِ
ضبطُ أواخرِ الكلماتِ إعراباً وبناءً بحسبِ موقعِها من الجملةِ على نحوِ ما يتكلمُ به العربُ.

### ثمرةُ علمِ النحوِ
وثمرةُ هذا العلمِ: هو في تَحمُّلِ اللغةِ وأدائِها من جهةِ عَلاقةِ الإعرابِ بالمعنى.
والمقصودُ بالتحملِ هنا: فَهمُ المقصودِ من كلامِ الغيرِ بحَسَبِ إعرابه، فيميِّزُ المسندَ من المسندِ إليه، والفاعلَ من المفعولِ، وغيرَ ذلك مما يؤدي إهمالُه إلى قلبِ المعاني.
والمقصودُ بالأداءِ: أن يتكلمَ المرءُ بكلامٍ معربٍ يناسبُ المعانيَ التي يريدُ التعبيرَ عنها، ويتخلصُ من اللحنِ الذي يقلِبُ المعانيَ، فيتمكنَ بذلك من إفهامِ الغيرِ.
قال الشيخ محمد محيى الدين عبد الحميد في كتابه التحفة السنية بشرح المقدمة الآجرومية: «وثمرة تَعَلُّم علم النحو: صِيَانَةُ اللسان عن الخطأ في الكلام العَرَبِّي، وَفَهْمُ القرّآنِ الكريم والحديثِ النبويّ فَهْماً صحيحاً، اللذَيْنِ هما أَصْلُ الشَّريعَةِ الإسلامية وعليهما مَدَارُها».

### مؤسسُ علمِ النحوِ
لم يختلفِ المؤرخونَ في أن واضعَ أسسِ هذا العلمِ هو التابعيُّ أبو الأسودِ الدؤليِّ 67هـ.
وقيلَ أن هذا كانَ بإشارةٍ من أميرِ المؤمنينَ عليِّ بنِ أبي طالبٍ؛ ثم كتبَ الناسُ في هذا العلمِ بعدَ أبي الأسودِ إلى أَنْ أكملَ أبوابَه الخليل بن أحمد الفراهيدي 165هـ ووضعَ أولَ معجمٍ عربيٍّ وأسماه معجم العين، وكانَ ذلكَ في زمنِ هارون الرشيد. أخذَ عنِ الخليلِ تلميذُه سيبويه (أبو بشرٍ عمرُو بنُ عثمانَ بنِ قنبرٍ) 180هـ الذي أكثرَ من التفاريعِ ووضعَ الأدلةَ والشواهدَ من كلامِ العربِ لقواعدِ هذا العلمِ.
وأصبحَ (كتاب سيبويه) أساساً لكل ما كُتِبَ بعدَه في علمِ النحوِ، ودوَّنَ العلماءُ علمَ الصرفِ معَ علمِ النحوِ، وإذا كانَ النحوُ مختصاً بالنظرِ في تغيرِ شكلِ آخرِ الكلمةِ بتغيُّرِ موقِعِها في الجملةِ، فإنَّ الصرفَ مختصٌّ بالنظرِ في بُنيةِ الكلمةِ ومشتقاتِها وما يطرأُ عليها من الزيادةِ أوِ النقصِ.

### أهمُّ المؤلفاتِ في النحوِ
وأهمُّ الكتبِ المتداولةِ في علمي النحوِ والصرفِ - بعدَ كتابِ سيبويهِ – هيَ:
- كتاباتُ أبي عَمْرٍو بنِ الحاجبِ (عثمانَ بنِ عُمَرَ) 646 هـ صاحبِ المختصراتِ، المشهورةِ في الفقهِ والأصولِ، وله (الكافيةُ) في النحوِ، و(الشافيةُ) في الصرفِ، وكلتاهُما من المنثورِ، وعليهما شروحٌ كثيرةٌ خاصةً (الكافيةُ).
- كتاباتُ ابنٍ مالكٍ (أبو عبدِ اللهِ محمدٌ جمالُ الدينِ ابنُ مالكٍ الطائيِّ الأندلسيِّ) 672 هـ، وله القصيدةُ الألفيةُ المشهورةُ، التي كتبها على منوال ألفية الإمام ابن معطي الزواوي أول من ألف ألفية في النحو.[12] وقد اعترف ابن مالك بسبق وفضل الإمام ابن معطي حيث قال في ألفيته:

وقد تناولَ وانبرى كثيرٌ من العلماءِ بشرحِ ألفية ابن مالك، منهم: القاضي عبدُ الله بهاءُ الدينِ بنُ عقيلٍ المصريِّ 769 هـ، وله (شرح ابن عقيل على الألفيةِ).
ولابنِ مالكٍ صاحبِ الألفيةِ منظومة أخرى في النحو أكبر اسمها الكافية الشافية في 2757 بيتًا شرحها بنفسه، ومتن منثور في النحو اسمه التسهيل، شرحه كذلك بنفسه، ومنظومةٌ في الصرفِ مشهورة باسم لاميةُ الأفعالِ، وله أيضاً المنظومةُ الهائيةُ فيما وردَ من الأفعالِ بالواوِ والياءِ.
- كتاباتُ ابنِ هشامٍ الأنصاريِّ (جمالِ الدينِ عبدِ اللهِ بنِ يُوسُفَ) 761 هـ، وله (أوضحُ المسالكِ إلى ألفيةِ ابنِ مالكٍ)، وله (مغني اللبيب عن كتب الأعاريب)، وله (شرح شذور الذهب في معرفة كلام العرب)، وله (شرح قطر الندى وبل الصدى) و(الإعراب عن قواعد الإعراب.
- كتابات الشيخِ محمدِ محيي الدينِ عبدِ الحميدِ من علماءِ الأزهرِ وله شروحٌ وتحقيقاتٌ على الكتبِ السابقةِ وهيَ شروحُ الألفيةِ وكتاباتُ ابن هشامٍ وله (التحفةُ السُّنية شرحُ متنِ الآجُرُّومِيّةِ) وهوَ كتابٌ مختصرٌ شرحَ فيه متنَ محمدِ بنِ آجُرُّومَ الصنهاجِيِّ 723 هـ.

### كتاباتُ المعاصرينَ
منها:
الدكتورةُ خديجةُ الحديثيُّ أستاذةُ النحوِ ومن مؤلفاتِها التي تزخرُ بها المكتبةُ العربيةُ هو (أبو حيانَ النحويُّ) و(المدارسُ النَّحْويةُ) و(موقفُ النحاةِ من الاحتجاجِ بالحديثِ النبويِّ) وكثيرٌ جداً من مؤلفاتٍ مشترَكَةٍ مَعَ زوجِها الدكتورِ أحمدَ مطلوبٍ رئيسِ المجمعِ العلميِّ العراقيِّ. و(ملخصُ قواعدِ اللغةِ العربيةِ) لفؤادِ نعمةٍ، و(الموجزُ في قواعدِ اللغةِ العربيةِ وشواهدِها) لسعيدٍ الأفغانيِّ، و(النحوُ الواضحُ) لعليٍّ الجارمِ ومصطفى أمينٍ، و(جامعُ الدروسِ العربيةِ) لمصطفى الغلايينيِّ، و(النحوُ الوافي) لعباسِ حسنٍ، وغيرُها الكثيرُ.
وتمتازُ كتبُ المعاصرينَ بحسنِ التقسيمِ وسهولةُ الأسلوبِ في حينِ تمتازُ كتاباتُ الأقدمينَ بدسامةِ المادةِ وكَثرةِ الشواهدِ وقوتِها، خاصةً كتاباتِ ابنِ هشامٍ الأنصاريِّ التي اهْتمَّ فيها بالشواهدِ القرآنيةِ، هذا ما يتعلقُ بعلمِ النحوِ، وهو أولُ علومِ اللغةِ العربيةِ تدويناً.